# Kano (banda)
Kano fue un proyecto musical dance formado en el 1979 por los productores italianos Luciano Ninzatti, Stefano Pulga y Matteo Bonsanto.
Son conocidos por ser los precursores del estilo Italo disco, un tipo de música disco y funk con la ayuda de sintetizadores.
El sonido revolucionario de Kano debutó en las radios y discotecas con su primer trabajo: I'm ready (1980), del mismo álbum homónimo (que contenía incluso las canciones It's a War y la instrumental Cosmic Voyager). I'm ready no sólo selló el inicio del estilo Italo disco, con un movimiento principal de Hip hop, en cuanto I'm ready viene de un clásico en el breakdance, quedando en el puesto N° 21 en los rankings norteamericanos[cita requerida].
En 1983 su siguiente trabajo Another Life fue un éxito en Suiza y Alemania.

## Discografía

### Álbumes
- 1980 - Kano - Black Chart #56
- 1981 - New York Cake - Black Chart #53, Pop Albums #189
- 1983 - Another Life
- 1990 - Greatest Hits

### Singles
- 1980 - I'm Ready
- 1980 - It's a War
- 1980 - Now Baby Now
- 1980 - Ahjia
- 1980 - Cosmic Voyager
- 1981 - Baby Not Tonight IT #3
- 1981 - Don't Try to Stop Me
- 1982 - Can't Hold Back (Your Lovin')
- 1983 - Another Life DE #10, CH #8, IT #29
- 1983 - I Need Love
- 1983 - China Star
- 1983 - Ikeya Seki
- 1983 - Queen of Witches DE #64
- 1985 - This Is the Night
- 1991 - Another Life (Remix '91)
- 1999 - Another Life 2000
- 2006 - We Are Ready (nueva versión de I'm Ready)